# Hedesundavävarna

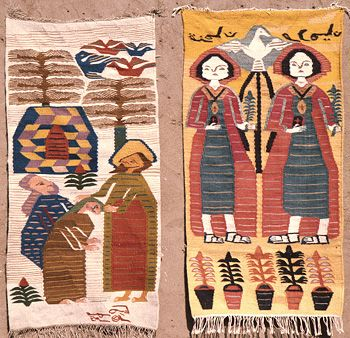
Bildväv av Maryam Hermina 1960

Hedesundavävarna är en stiftelse bildad 1989 som bedriver kursverksamhet med konstnärlig inriktning för barn och ungdomar. Stiftelsen äger lägergården Skaparbyn som ligger på en ö i Dalälven utanför Hedesunda i södra Gästrikland. Verksamheten startades ursprungligen 1965 av Birger Forsberg, som inspirerats av Harraniavävarna i Egypten. 
Sommartid väver och växtfärgar man i Skaparbyn, vintertid har man tillgång till lokalen "Vävstugan4U" i Hedesunda.

## Historik
Hedesundavävarnas pedagogik kommer från Egypten. På 1940-talet startade en professor i arkitektur, Ramses Wissa Wassef och hans fru Sophie Habib Gorgi, ett projekt för barn i byn Harrania utanför Kairo. Idén var att ge barn och ungdomar en möjlighet att utveckla sin skaparkraft och konstnärlighet. Bildväven valdes som teknik eftersom den kombinerade det konstnärliga skapandet med det manuella arbetet. Det blev så småningom det kända Ramses Wissa Wassef Art Center.
På 1960-talet arrangerade Moderna museet i Stockholm flera utställningar med egyptiska bildvävar gjorda av barn. Konstnären och läraren Birger Forsberg, född i Hedesunda såg en av utställningarna och reste ner till Egypten. Han träffade Wassef på dennes konstcenter och studerade deras pedagogik och barnens konstnärliga bildvävar.
År 1965 blev Forsberg anlitad av kommunledningen i Hedesunda för utsmyckning av det nya kommunhuset. Han föreslog, och fick igenom, att en vägg skulle prydas av bildvävar från Harrania och på motsatta väggen textila bilder vävda av barn i Hedesunda. Utsmyckningen invigdes 1973 av konstpedagogen Carlo Derkert. Barnen hade gjort fyra bildvävar som hörde ihop. Ett av barnen var Regina Mucwicki Mabrouk som 2012 blev konstnärlig ledare för Skaparbyn.

## Pedagogik
När Forsberg besökte Ramses Wissa Wassef Art Center år 1963 och träffade Wassef fick han veta mer om tankarna bakom Harraniavävning. Professorn hade två koncept: att bevara uråldriga hantverkstraditioner och att låta barn få möjlighet att utveckla sin skaparkraft och konstnärlighet.
| ”                      | Ett barn är konstnärligt begåvade under förutsättning att det inte hindras av sin utbildning eller livssituation. Med hjälp av en lyhörd lärare kan barnets medfödda skaparförmåga frigöras. | „ |
| – Ramses Wissa Wassef. | |   |

Forsberg bestämde sig för att använda denna pedagogik för barn i sin hemkommun. Skolan i Hedesunda blev intresserad och textillärarna lät barnen prova på bildvävnad och växtfärgning. Forsberg poängterade att "vuxna inte ska styra barnen, utan låta dem få arbetsro att utveckla sin inneboende skaparkraft. Barnen fick lära sig tekniken med garn och varp så att de kom igång, men inga förlagor eller mönster skulle användas. Med denna pedagogik och metodik får barnens egen skaparkraft en möjlighet att utvecklas utan påverkan utifrån och de tränar sig i att arbeta självständigt och utvecklar på så sätt sin egen stil, sin egen konstnärlighet.
Forsberg åkte regelbundet till Hedesunda och ledde handledningen för barnen och 1973 var utsmyckningen av kommunalhuset klar.

## Sommarläger
På 1970-talet bildades föreningen Hedesundavävarna för att avlasta Forsberg från administrativt arbete. Föreningen anordnade sommarläger för barn och ungdomar. Efter några år började Forsberg söka en fast plats för sommarläger och fann en tomt på norra delen av ön Ön mitt i Dalälvens nedre lopp.

### Skaparbyn
Arkitekten Ralph Erskine, som var känd för att ha skapat flera uppmärksammade hus i Gästrikland kontaktades. Erskine tilltalades av tanken att skapa byggnader med logihus och ateljéer för barn och ungdomar. Erskine och Forsberg började 1990 rita en gård på Ön vid Norra Färjsundet i Hedesunda. År 2001 invigdes Skaparbyn av Erskine. Anläggningen fick formen av en indianby med tipis i en ring och i centrum tre logihus, en ateljé och en huvudbyggnad.
I september 2018 blev de ekonomiska problemen för stora och stiftelsen Hedesundavävarna tog beslutet att sälja skaparbyn.

## Priser och utmärkelser
År 1996 fick Stiftelsen Hedesundavävarna och arkitekten Ralph Erskine ett Ros-pris av Kvinnors Byggforum för sin kreativa och frigörande verksamhet.

## Utställningar i Sverige
Harraniavävarna har ställts ut flera gånger i Sverige:
- 1960 – Moderna museet i Stockholm
- 1961 - Moderna museet i Stockholm, Göteborg och Malmö
- 1966 - Skövde Konsthall
- 1967 - Moderna museet i Stockholm
- 1979 - Moderna museet i Stockholm

## Originalcitat
1. ↑  ”A child is artistically gifted provided he is not inhibited by his circumstances of life and education. With the help of a sensitive teacher, the child's innate creative energies could be released.”